# Arlet
Arlet est une commune française située dans le département de la Haute-Loire, en région Auvergne-Rhône-Alpes.

## Géographie

### Localisation
La commune d'Arlet se trouve dans le département de la Haute-Loire, en région Auvergne-Rhône-Alpes.
Elle se situe à 57 km par la route du Puy-en-Velay, préfecture du département, à 30 km de Brioude, sous-préfecture, et à 18 km de Mazeyrat-d'Allier, bureau centralisateur du canton du Pays de Lafayette dont dépend la commune depuis 2015 pour les élections départementales.
Les communes les plus proches sont : 
Aubazat (3,0 km), Ferrussac (3,0 km), Saint-Cirgues (3,4 km), Lavoûte-Chilhac (3,8 km), Saint-Austremoine (3,9 km), Chilhac (4,7 km), Cronce (5,3 km), Langeac (6,1 km).
| Saint-Austremoine | Saint-Cirgues |         |
|                   | Arlet         | Aubazat |
| Cronce            | Ferrussac     |         |

### Climat
Pour des articles plus généraux, voir Climat d'Auvergne-Rhône-Alpes et Climat de la Haute-Loire.
En 2010, le climat de la commune est de type climat des marges montargnardes, selon une étude du Centre national de la recherche scientifique s'appuyant sur une série de données couvrant la période 1971-2000. En 2020, Météo-France publie une typologie des climats de la France métropolitaine dans laquelle la commune est exposée à un climat de montagne ou de marges de montagne et est dans une zone de transition entre les régions climatiques « Nord-est du Massif Central » et « Sud-est du Massif Central ».
Pour la période 1971-2000, la température annuelle moyenne est de 10,8 °C, avec une amplitude thermique annuelle de 16 °C. Le cumul annuel moyen de précipitations est de 674 mm, avec 8,6 jours de précipitations en janvier et 6,6 jours en juillet. Pour la période 1991-2020, la température moyenne annuelle observée sur la station météorologique de Météo-France la plus proche, « Auvers », sur la commune d'Auvers à 13 km à vol d'oiseau, est de 6,7 °C et le cumul annuel moyen de précipitations est de 1 045,3 mm,. Pour l'avenir, les paramètres climatiques de la commune estimés pour 2050 selon différents scénarios d'émission de gaz à effet de serre sont consultables sur un site dédié publié par Météo-France en novembre 2022.

## Urbanisme

### Typologie
Au 1er janvier 2024, Arlet est catégorisée commune rurale à habitat très dispersé, selon la nouvelle grille communale de densité à sept niveaux définie par l'Insee en 2022.
Elle est située hors unité urbaine. Par ailleurs la commune fait partie de l'aire d'attraction de Langeac, dont elle est une commune de la couronne,. Cette aire, qui regroupe 14 communes, est catégorisée dans les aires de moins de 50 000 habitants,.

### Occupation des sols
L'occupation des sols de la commune, telle qu'elle ressort de la base de données européenne d’occupation biophysique des sols Corine Land Cover (CLC), est marquée par l'importance des forêts et milieux semi-naturels (90,4 % en 2018), une proportion identique à celle de 1990 (90,4 %). La répartition détaillée en 2018 est la suivante : 
forêts (77,5 %), milieux à végétation arbustive et/ou herbacée (12,8 %), prairies (9,6 %). L'évolution de l’occupation des sols de la commune et de ses infrastructures peut être observée sur les différentes représentations cartographiques du territoire : la carte de Cassini (XVIIIe siècle), la carte d'état-major (1820-1866) et les cartes ou photos aériennes de l'IGN pour la période actuelle (1950 à aujourd'hui).

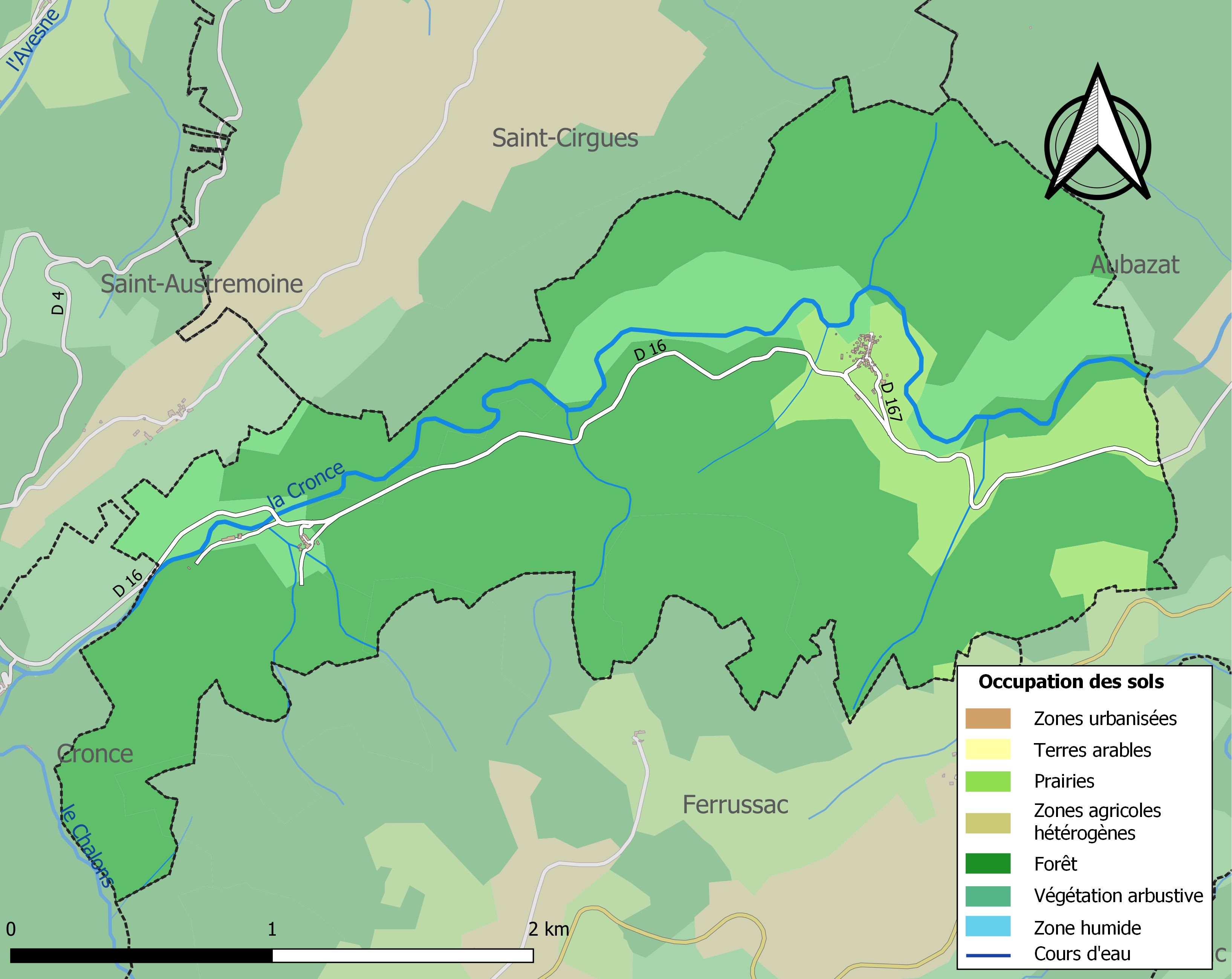
Carte des infrastructures et de l'occupation des sols de la commune en 2018 (CLC).
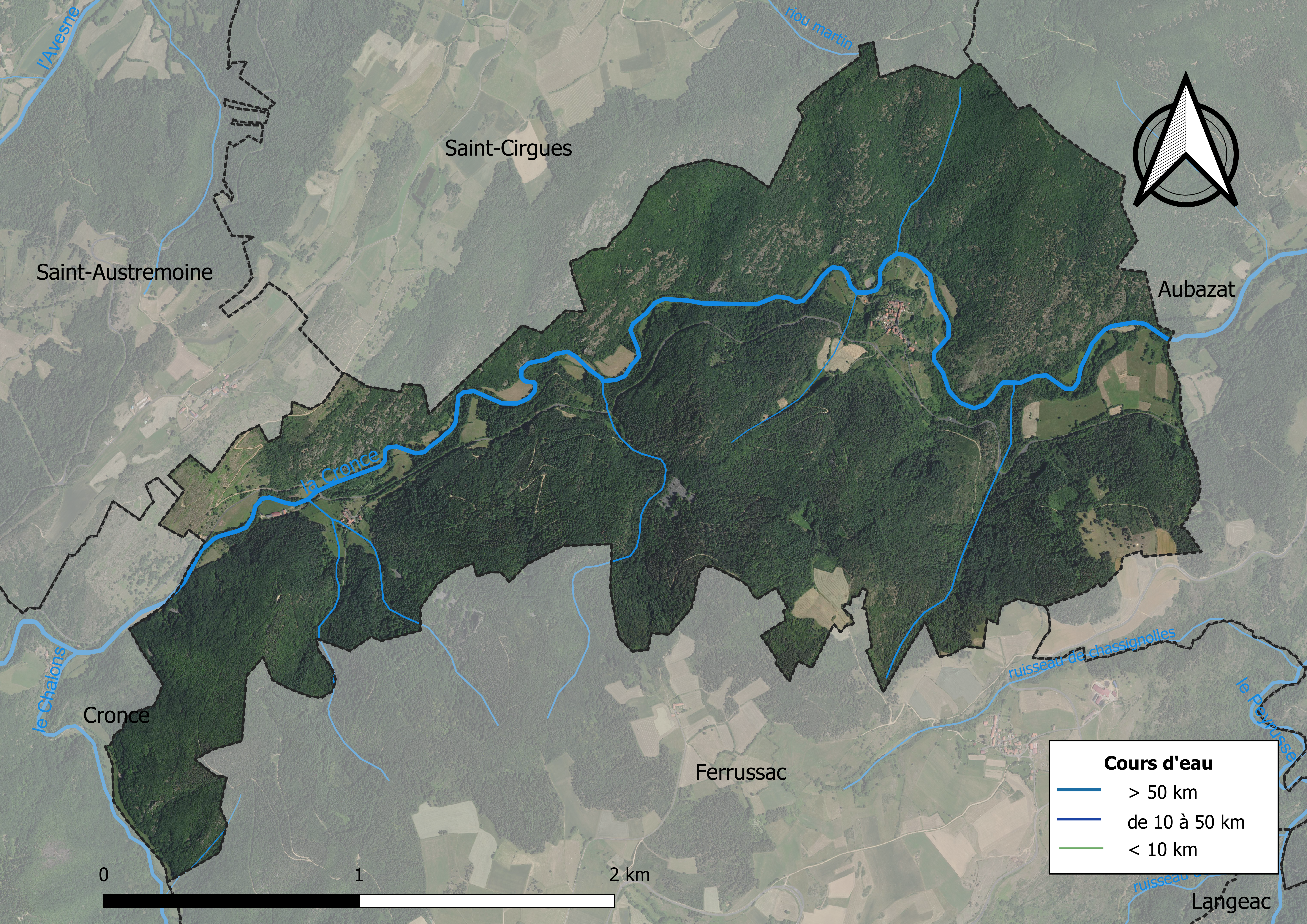
Carte orthophotographique de la commune.

### Habitat et logement
En 2018, le nombre total de logements dans la commune était de 34, alors qu'il était de 39 en 2013 et de 37 en 2008.
Parmi ces logements, 36,6 % étaient des résidences principales, 57,9 % des résidences secondaires et 5,5 % des logements vacants. Ces logements étaient pour 83,2 % d'entre eux des maisons individuelles et pour 0 % des appartements.
Le tableau ci-dessous présente la typologie des logements à Arlet en 2018 en comparaison avec celle de la Haute-Loire et de la France entière. Une caractéristique marquante du parc de logements est ainsi une proportion de résidences secondaires et logements occasionnels (57,9 %) supérieure à celle du département (16,1 %) et à celle de la France entière (9,7 %). Concernant le statut d'occupation de ces logements, 83,3 % des habitants de la commune sont propriétaires de leur logement (84,6 % en 2013), contre 70 % pour la Haute-Loire et 57,5 pour la France entière.
| Typologie                                               | Arlet | Haute-Loire | France entière |
| ------------------------------------------------------- | ----- | ----------- | -------------- |
| Résidences principales (en %)                           | 36,6  | 71,5        | 82,1           |
| Résidences secondaires et logements occasionnels (en %) | 57,9  | 16,1        | 9,7            |
| Logements vacants (en %)                                | 5,5   | 12,4        | 8,2            |

## Toponymie
Le nom de la localité est attesté sous les formes Arlate Vico au VIIe siècle, Arlet en 1260.[réf. nécessaire]

## Histoire
Arlet est la plus petite commune de la Haute-Loire, avec 24 habitants en 2018.

## Politique et administration

### Découpage territorial
La commune d'Arlet est membre de la communauté de communes des Rives du Haut Allier, un établissement public de coopération intercommunale (EPCI) à fiscalité propre créé le 27 décembre 2016 dont le siège est à Langeac. Ce dernier est par ailleurs membre d'autres groupements intercommunaux.
Sur le plan administratif, elle est rattachée à l'arrondissement de Brioude, au département de la Haute-Loire, en tant que circonscription administrative de l'État, et à la région Auvergne-Rhône-Alpes.
Sur le plan électoral, elle dépend du canton du Pays de Lafayette pour l'élection des conseillers départementaux, depuis le redécoupage cantonal de 2014 entré en vigueur en 2015, et de la deuxième circonscription de la Haute-Loire   pour les élections législatives, depuis le redécoupage électoral de 1986.

### Élections municipales et communautaires

#### Élections de 2020
Le conseil municipal d'Arlet, commune de moins de 1 000 habitants, est élu au scrutin majoritaire plurinominal à deux tours avec candidatures isolées ou groupées et possibilité de panachage. Compte tenu de la population communale, le nombre de sièges à pourvoir lors des élections municipales de 2020 est de 7. Sur les huit candidats en lice, six  sont élus dès le premier tour, le 15 mars 2020, avec un taux de participation de 76,92 %. Le dernier  conseiller restant à élire est élu au second tour, qui se tient le 28 juin 2020 du fait de la pandémie de Covid-19, avec un taux de participation de 61,54 %.
Séverine Eynard, maire sortante, est réélue pour un nouveau mandat le 3 juillet 2020.
Dans les communes de moins de 1 000 habitants, les conseillers communautaires sont désignés parmi les conseillers municipaux élus en suivant l’ordre du tableau (maire, adjoints puis conseillers municipaux) et dans la limite du nombre de sièges attribués à la commune au sein du conseil communautaire. Un siège est attribué à la commune au sein de la communauté de communes des Rives du Haut Allier.

#### Liste des maires
| Période                                  | Période                    | Identité        | Étiquette | Qualité |
| ---------------------------------------- | -------------------------- | --------------- | --------- | ------- |
| Les données manquantes sont à compléter. |                            |                 |           |         |
| mars 2001                                | mars 2014                  | Yolande Benier  | DVG       |         |
| mars 2014                                | En cours (au 26 août 2014) | Séverine Eynard |           |         |

## Population et société

### Démographie

#### Évolution démographique
L'évolution du nombre d'habitants est connue à travers les recensements de la population effectués dans la commune depuis 1793. Pour les communes de moins de 10 000 habitants, une enquête de recensement portant sur toute la population est réalisée tous les cinq ans, les populations de référence des années intermédiaires étant quant à elles estimées par interpolation ou extrapolation. Pour la commune, le premier recensement exhaustif entrant dans le cadre du nouveau dispositif a été réalisé en 2005.

En 2022, la commune comptait 24 habitants, en évolution de −4 % par rapport à 2016 (Haute-Loire : +0,36 %, France hors Mayotte : +2,11 %).
| 1793 | 1800 | 1806 | 1821 | 1831 | 1836 | 1841 | 1846 | 1851 |
| ---- | ---- | ---- | ---- | ---- | ---- | ---- | ---- | ---- |
| 172  | 184  | 213  | 178  | 178  | 224  | 223  | 213  | 193  |

| 1856 | 1861 | 1866 | 1872 | 1876 | 1881 | 1886 | 1891 | 1896 |
| ---- | ---- | ---- | ---- | ---- | ---- | ---- | ---- | ---- |
| 186  | 192  | 174  | 152  | 166  | 175  | 170  | 169  | 164  |

| 1901 | 1906 | 1911 | 1921 | 1926 | 1931 | 1936 | 1946 | 1954 |
| ---- | ---- | ---- | ---- | ---- | ---- | ---- | ---- | ---- |
| 149  | 153  | 145  | 130  | 93   | 86   | 81   | 75   | 62   |

| 1962 | 1968 | 1975 | 1982 | 1990 | 1999 | 2005 | 2006 | 2010 |
| ---- | ---- | ---- | ---- | ---- | ---- | ---- | ---- | ---- |
| 56   | 42   | 31   | 28   | 25   | 20   | 20   | 20   | 23   |

| 2015 | 2020 | 2022 | - | - | - | - | - | - |
| ---- | ---- | ---- | - | - | - | - | - | - |
| 25   | 23   | 24   | - | - | - | - | - | - |

#### Pyramide des âges
La population de la commune est relativement âgée.
En 2018, le taux de personnes d'un âge inférieur à 30 ans s'élève à 21,7 %, soit en dessous de la moyenne départementale (31 %). À l'inverse, le taux de personnes d'âge supérieur à 60 ans est de 47,8 % la même année, alors qu'il est de 31,1 % au niveau départemental.
En 2018, la commune comptait 13 hommes pour 11 femmes, soit un taux de 54,17 % d'hommes, largement supérieur au taux départemental (49,13 %).
Les pyramides des âges de la commune et du département s'établissent comme suit.
| Hommes | Classe d’âge | Femmes |
| ------ | ------------ | ------ |
| 0,0    | 90 ou +      | 0,0    |
| 8,3    | 75-89 ans    | 9,1    |
| 41,7   | 60-74 ans    | 36,4   |
| 8,3    | 45-59 ans    | 18,2   |
| 16,7   | 30-44 ans    | 18,2   |
| 0,0    | 15-29 ans    | 9,1    |
| 25,0   | 0-14 ans     | 9,1    |

| Hommes | Classe d’âge | Femmes |
| ------ | ------------ | ------ |
| 0,9    | 90 ou +      | 2,5    |
| 8,4    | 75-89 ans    | 11,7   |
| 20,4   | 60-74 ans    | 20,5   |
| 21,3   | 45-59 ans    | 20,3   |
| 16,8   | 30-44 ans    | 16,3   |
| 15,2   | 15-29 ans    | 13,2   |
| 17     | 0-14 ans     | 15,6   |

## Économie

### Emploi
| Division       | 2008  | 2013   | 2018   |
| -------------- | ----- | ------ | ------ |
| Commune        | 6,7 % | 16,7 % | 45,5 % |
| Département    | 6,3 % | 7,7 %  | 7,7 %  |
| France entière | 8,3 % | 10 %   | 10 %   |

En 2018, la population âgée de 15 à 64 ans s'élève à 11 personnes, parmi lesquelles on compte 81,8 % d'actifs (36,4 % ayant un emploi et 45,5 % de chômeurs) et 18,2 % d'inactifs,. En  2018, le taux de chômage communal (au sens du recensement) des 15-64 ans est supérieur à celui de la France et du département, alors qu'il était inférieur à celui de la France en 2008.
La commune fait partie de la couronne de l'aire d'attraction de Langeac, du fait qu'au moins 15 % des actifs travaillent dans le pôle,. Elle compte 5 emplois en 2018, contre 5 en 2013 et 5 en 2008. Le nombre d'actifs ayant un emploi résidant dans la commune est de 4, soit un indicateur de concentration d'emploi de 123,7 % et un taux d'activité parmi les 15 ans ou plus de 47,4 %.
Sur ces 4 actifs de 15 ans ou plus ayant un emploi, 1 travaillent dans la commune, soit 25 % des habitants. Pour se rendre au travail, 75 % des habitants utilisent un véhicule personnel ou de fonction à quatre roues, 25 % s'y rendent en deux-roues, à vélo ou à pied et.

### Activités
Un seul établissement relevant d’une activité hors champ de l’agriculture est implanté  à Arlet au 31 décembre 2019.
La commune fait partie de la petite région agricole dénommée « Margeride ». Le nombre d'exploitations agricoles en activité et ayant leur siège dans la commune est toutefois très faible et inférieur au secret statistique lors des recensements agricoles de 1988, 2000 et 2010.

## Culture locale et patrimoine

### Lieux et monuments
Église Saint-Pierre d'Arlet : église romane du XIIe siècle, ouverte sur demande. On peut y voir un magnifique Christ en bois peint.
Des randonnées en montagne et dans la vallée de la Cronce sont également possibles, avec un panneau signalant le départ des sentiers à l'entrée du village.